# Stephen Hansens Palæ
Stephen Hansens Palæ er et palæ i yngste rokokostil på hjørnet af Strandgade og Sophie Brahesgade i Helsingør, Strandgade 95 i Helsingør. Det blev bygget i 1759-1760 af generalkrigskommissær Stephen Hansen. Palæet er tegnet af den store danske arkitekt Philip de Lange. Det er et af de smukkeste huse i Helsingør, og i 1997 blev det kåret som "årets hus" i Helsingør. Stephen Hansens datter Birgitte Cathrine Hansen overtog palæet kort efter opførelsen, da hun blev gift med handelsmanden Jean Christopher van Deurs, og i de kommende år husede ejendommen både familien og handelsfirmaet van Deurs. Handelsfirmaet gik fallit i 1862 efter at have kæmpet med hårde tider efter Sundtoldens ophør i 1857. Bygherrens tipoldebarn måtte derfor i 1862 opgive det gamle slægtshus.
Piet van Deurs var en efterkommer.
Arkitekt Poul Holsøe voksede op i palæet. Palæet har siden haft skiftende ejere:
- Helsingør Kommune (1938-1946)
- Havnerådet (1946-1976)
- DSB (1976-1990)
- efter 1990 beboelse og erhverv.

## Eksterne links
Billede i Den danske film database af Stephen Hansens palæ på Havnen i Helsingør på danskefilm.dk
56°2′6.25″N 12°36′56.3″Ø / 56.0350694°N 12.615639°Ø